# Odd Stalebrink
Odd Jonas Stalebrink, född 1 maj 1970 i Knäred, är docent inom områdena statsförvaltning och offentlig politik, vid Pennsylvania State University. Hans forskning har bland annat inkluderat studier av de redovisningsreformer som den offentliga sektorn genomgick under 1980 och 90-talet. Han har en civilekonomexamen från handelshögskolan i Jönköping och en doktorsexamen i offentlig politik från George Mason University, USA.

## Publikationer[2]
- Stalebrink, O. J., & Frisco, V. (2014) Federal Performance Budgeting and the U.S. System of Separation of Powers: An Examination of the Program Assessment Rating Tool. International Journal of Performance Measurement and Management, 19pp. (Forthcoming)
- Stalebrink, O. J. (2014) Public Pension Funds and Assumed Rates of Return: An Empirical Examination of Public Sector Defined Benefit Pension Plans. American Review of Public Administration, 44 (1), 91-110.
- Stalebrink, O.J., Frisco, V. (2011) PART in Retrospect: An Examination of Legislators’ Attitudes toward PART. Journal of Public Budgeting and Finance, 32 (2), 1-21.
- Plant, J., Stalebrink, O.J., Vasavada, T. B. (2010). Public Values, Public Official Associations and Professionalism: A Cross-National Analysis. American Review of Public Administration, 40 (6), 722-741.
- Stalebrink, O.J., Kriz, K. & Guo, W. (2010). Prudent Public Sector Investing and Modern Portfolio Theory: An Examination of Public Defined Benefits Plans. Journal of Public Budgeting and Finance, 30 (11), 28-46.
- Sacco, J. F., Stalebrink, O.J. (2010). Governmental Accounting, Global Markets and Ideologies: A Historical Study of U.S. State and Local Practices, Journal of Public Budgeting, Accounting and Financial Management, 22 (1), 112-133.
- Stalebrink, O. J. (2009). National performance mandates and intergovernmental collaboration: An Examination of the Program Assessment Rating Tool (PART), American Review of Public Administration, 39 (6), 619-639.
- Stalebrink. O. J. (2008). Infrastructure reporting in small and rural local governments: The case of West Virginia. In A. Amekudzi & S. McNeil (Eds) Infrastructure reporting and asset management: Best practices and opportunities (pp.99-107). American Society of Civil Engineers (ASCE) Special Publication.
- Frisco, V., & Stalebrink, O. J. (2008). Congressional use of the Program Assessment Rating Tool, Journal of Public Budgeting & Finance, 28 (2), 1-19.
- Stalebrink, O. J. (2007). An investigation of discretionary accruals and surplus-deficit management: Evidence from Swedish municipalities, Financial Accountability and Management, 23 (4), 441-458.
- Stalebrink, O. J., & Sacco, J. F. (2007). Rationalization of financial statement fraud in government: An Austrian perspective, Critical Perspectives on Accounting (CPA), 18 (4), 489-507.
- Stalebrink, O. J., & Sacco, J. F. (2006). Public sector investment failures: Theoretical contributions from new institutional and Austrian economic theory, Journal of Public Budgeting, Accounting and Financial Management, 18 (3), 351-375.
- Bushee, G., Sacco, J. F., & Stalebrink, O. J. (2006). The role of institutions of private property rights and money inentrepreneurial discovery. In I. Johansson (Ed.) Entrepreneurship and development: Local processes and global patterns (pp. 183-195). Trollhättan, Sweden: University West.
- Stalebrink, O. J., & Gifford, J. L. (2005). Transportation asset management. In K. Button & D. Hensher (Eds) Handbooks in transport – Volume 6: Handbook of transport strategy, policy and institutions (pp. 275-283). Elsevier Science, Ltd.
- Stalebrink, O. J., (2004). The Hayek and Mises Controversy: Bridging differences, Quarterly Journal of Austrian Economics, 7 (1), 27-38.
- Stalebrink, O. J., & Sacco, J. F. (2003). An ‘Austrian’ perspective on commercial accounting practices in the public sector, Accounting Forum, 23,339-358. Candidate initiated this project idea and wrote the initial draft. Candidate contributed 85%.
- Sacco, J. F., & Stalebrink, O. J.(2003). Adding economic and information theory to technique – The case of using the Uniform Chart of Accounts for building entrepreneurial nonprofit organizations. In M. Khosrowpour (Ed.) Information technology and organizations: Trends, issues, challenges and solutions, Volume 2 (pp. 986-989). Idea Group Publishing.
- Gifford, J. L., & Stalebrink, O. J.(2002), Remaking transportation organizations for the 21st Century:Consortia and the value of organizational learning, Transportation Research Part A Policy and Practice, 36 (7),645-657.
- Gifford, J. L., & Stalebrink, O. J.(2002). ITS standardisation: Lessons from the consortium approach, International Journal of Technology, Policy and Management, 1 (3), 56-71.
- Gifford, J. L., & Stalebrink, O. J. (2001). Transportation demand management. In K. Button & D. Hensher (Ed.) Handbooks in transport – Volume 3: Transport systems and traffic control (pp. 199-208). Elsevier Sciences, Ltd.
- Stalebrink, O. J., & Gifford, J. L. (2000). Transportation asset management: The value of enterprise-based financial reporting, Transportation Research Record, 1729, 51-56.